# ميغيل فاوست روتشا
ميغيل فاوست روتشا (بالإسبانية: Miguel Faust Rocha)‏ هو ممثل أرجنتيني، ولد في 6 أغسطس 1898 ببوينس آيرس في الأرجنتين، وتوفي بنفس المكان في 6 مارس 1961.

## وصلات خارجية
- ميغيل فاوست روتشا على موقع IMDb (الإنجليزية)